# Afroguatteria
Afroguatteria – rodzaj roślin z rodziny flaszowcowatych (Annonaceae). W zależności od ujęcia jest to takson monotypowy lub  obejmujący dwa gatunki występujące w tropikalnej Afryce. 

## Systematyka
Pozycja według APweb (aktualizowany system APG III z 2009)
Jeden z rodzajów flaszowcowatych (Annonaceae) należącej do rzędu magnoliowców (Magnoliales) reprezentującego wczesne dwuliścienne.
Wykaz gatunków
- Afroguatteria bequaertii (De Wild.) Boutique
- Afroguatteria globosa C.N.Paiva